# Reactor nuclear Argos
L'Argos va ser un reactor nuclear experimental per a fins d'investigació i docència d'enginyers. Construït entre els anys 1960 i 1962, s'ubicava al pavelló C de l'edifici de l'ETSEIB, a Barcelona, i es va posar en marxa per primer cop l'any 1963.
El reactor va estar en funcionament fins a l'any 1977 quan la Universitat Politècnica de Catalunya va decidir iniciar-ne el procés de desmantellament i clausura, després d'haver format 500 estudiants. Això es va deure a que la Llei de l'Energia Nuclear de l'any 1968 no preveia un règim específic per les instal·lacions nuclears d'investigació i l'Argos no complia amb els requisits.
Aprofitant l'inici dels Jocs Olímpics de Barcelona, l'any 1992, es va procedir a retirar el combustible del reactor. Un parell d'anys més tard, el 1994, es va presentar el projecte de desmantellament, desenvolupat per la UPC, i el 1996 es va rebre l'autorització per dur-lo a terme. Les obres de desmantellament es van iniciar l'any 2001 i l'abril del 2002 es van acabar. La sol·licitud de clausura es va atorgar pel Ministeri d'Economia d'Espanya el 23 de desembre de l'any 2003.

## Història
Després de la Guerra Civil espanyola, entre els anys 1939 i 1959, el règim franquista va establir una economia d'autarquia. Aquesta situació provocava que sovint hi haguessin talls elèctrics a tot Catalunya, fet que complicava les operacions industrials. Donada aquesta situació, la Cambra Oficial d'Indústria de Barcelona (COIB) estava molt interessada en noves formes de generar electricitat. Aquest fet, juntament amb l'interès del règim franquista per l'energia nuclear, faria que anys després es pogués establir el reactor nuclear Argos a Barcelona.

### L'energia nuclear a Espanya
Abans de la Segona Guerra Mundial, Espanya tenia molt poca experiència en el camp de la física nuclear. Després dels bombardejos atòmics d'Hiroshima i Nagasaki es va generar un gran interès i es van crear comissions per estudiar els dipòsits d'urani, reservant-los tots per a l'estat l'octubre de 1945.
A principis de 1948, Francesco Scandone, de la Universitat de Florència, faria una conferència a Madrid davant del CSIC i després de reunions amb representants del franquisme s'arribaria a un pacte de col·laboració entre Itàlia, que oferia formació en enginyeria nuclear, i Espanya, que oferia el seu urani. El setembre d'aquell mateix any, el dictador Francisco Franco va decretar la creació de la Junta de Investigaciones Atómicas. Durant els anys posteriors els membres de la junta es formarien arreu del món, especialment a Itàlia, i el 1951 van crear la Junta de Energía Nuclear que establiria protocols sobre tots els temes relacionats amb l'energia nuclear: mineria, recerca, protecció de la radiació, producció d'isòtops... I també planejarien grans projectes, que ben aviat quedarien encallats per l'aïllament espanyol.

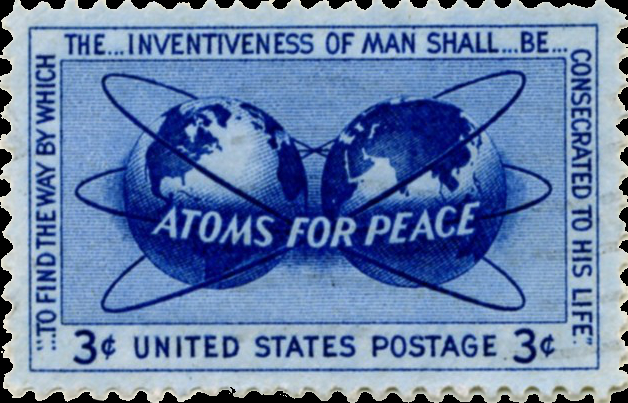
Segell de l'any 1955 commemorant el programa 'Atoms for Peace'.

El juliol de 1955 el president dels Estats Units d'Amèrica Dwight D. Eisenhower va incloure a Espanya al programa Atoms for Peace. Aquest acord permetria als EUA inspeccionar les instal·lacions nuclears d'Espanya a canvi de subministrar urani enriquit per a fins pacífics. Aquell mateix agost Espanya participaria en la primera International Conference on Nuclear Energy for Peaceful Purposes, a Gènova, on es va anunciar la primera central nuclear operativa a Obninsk, vora Moscou. Aquesta notícia va propiciar la creació de nous projectes i instal·lacions, alhora que l'autarquia se suavitzava i el règim franquista començava a importar material de l'exterior.

### L'impuls de la Cambra d'Indústria
A inicis de la dècada dels 60, a Espanya es produïa el 70% de l'energia mitjançant plantes hidroelèctriques però a causa de la sequera va ser una època d'especial crisi energètica. La situació energètica a Barcelona era especialment deficient, i s'intentaria solucionar amb grans dipòsits de gas liquat a l'entrada del Port de Barcelona, que suposaven un gran perill per la població. Tots aquests problemes provocats per la mancança d'energia elèctrica van impulsar a la Cambra Oficial d'Indústria de Barcelona a investigar la viabilitat de l'energia nuclear.
En aquest sentit van crear la Càtedra Ferran Tallada, el 1957, que va introduir l'energia nuclear per primer cop a un programa docent a Catalunya. Tot i que els primers anys les assignatures eren molt introductòries, amb el temps es van anar afegint nous temes i es van dur professors estrangers que van millorar l'ensenyament. La segona fase del projecte, entre 1958 i 1963 consistia en introduir un laboratori d'energia nuclear, essencial per formar els enginyers que escollissin la nova especialitat en 'tecnologies energètiques' al nou edifici de l'ETSEIB.

### L'adquisició del reactor Argos
La idea d'adquirir un reactor de recerca s'origina l'any 1956, quan Francisco Luis Rivière Manén, aleshores president de la Comissió Tècnica d'Educació de la COIB, suggereix aconseguir un reactor semblant al planejat a Bilbao. A finals del 1957 es donar la llum verda al projecte d'adquisició a l'estranger del reactor i el 1958 la Comissió en va recomanar la compra; al principi la Cambra esperava que el Ministeri d'Indústria d'Espanya i la Diputació de Barcelona sufraguessin el cost, però se'n van desentendre i la Cambra va haver-ne de pagar la totalitat, uns 5 milions de pessetes (aleshores uns 83.000$).

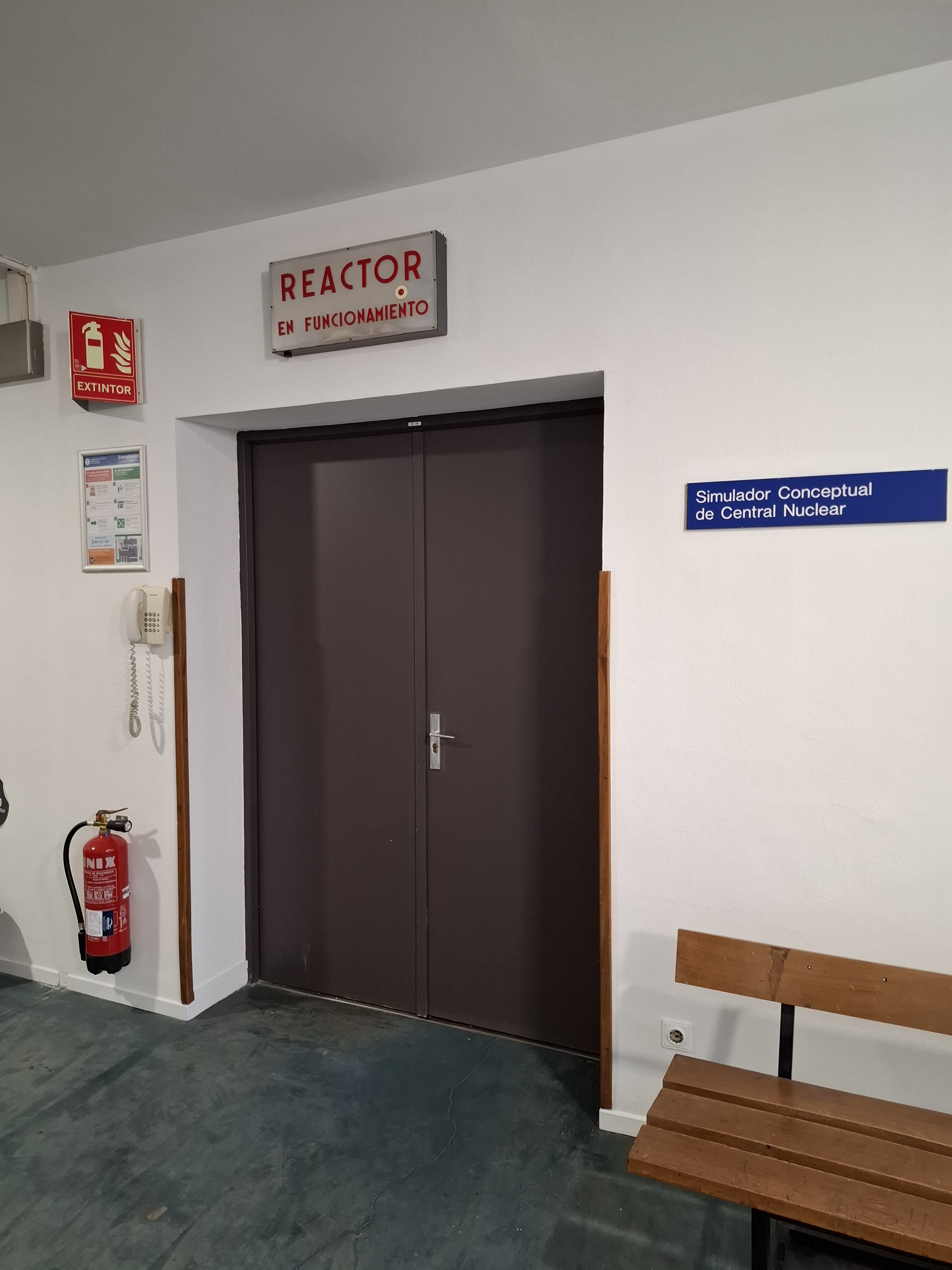
Entrada a la sala de control des d'on es podia controlar el reactor nuclear Argos. Avui en dia rehabilitada com a simulador.

El reactor que es va decidir instal·lar va ser del tipus Argonaut, de l'Argonne Nuclear Assembly for University Training, dissenyat l'any 1955 pel US National Laboratory a Argonne, als Estats Units d'Amèrica. Aleshores la Junta de Energía Nuclear va intercedir i es va negar a importar el reactor de l'estranger, exigint que es fabriqués a Madrid, important-se'n només els components imprescindibles. A principis de 1959 es va aprovar el pla i després de muntar-se a Madrid, el reactor esdevindria crític el juliol de 1961, tot i això el reactor no es traslladaria a Barcelona fins un any més tard, ja que encara no s'havia completat l'edifici per allotjar-lo.
El trasllat a Barcelona fou el maig de 1962 i la instal·lació es va completar en només quinze dies. La inauguració es duria a terme l'11 de juny de 1962, rebent el nom d'Argos. Poc després també s'inauguraria el seu bessó, fabricat també a Madrid i instal·lat a Bilbao: l'ARBI (acrònim d'ARgonaut de BIlbao). Al final l'Argos només funcionaria durant 13 anys, estant operatiu durant 477 dies. Tot i això, el funcionament del reactor va ser especialment important entre 1968 i 1975, període en el qual es va construir la central nuclear de Vandellòs I i que va necessitar del coneixement de nombrosos enginyers nuclears. El 1992 es retiraria el combustible, després d'anys d'inactivitat, i finalment seria desmantellat del tot l'any 2002.